# Železniška postaja Tržišče
Železniška postaja Tržišče je ena izmed železniških postaj v Sloveniji, ki oskrbuje bližnje naselje Tržišče.
Ob izgradnji je Tržišče bilo ena izmed postaj na progi med Trebnjim in Krmeljem. Železniško križišče je postala leta 1938, ko je bil zgrajen odsek do Sevnice. 15. januarja, nekaj let po zaprtju krmeljskega premogovnika, so odsek do Krmelja ukinili in je nekaj časa služil kot industrijski tir. Dokončno so ga demontirali 15. januarja 1996.